# LifeType
LifeType ist eine freie Weblog-Plattform mit Unterstützung für mehrere Blogs und Benutzer in einer Installation. Es wurde in PHP geschrieben und benötigt eine MySQL-Datenbank. LifeType ist freie Software unter der GNU General Public License 2 und wird zum kostenlosen Herunterladen bereitgestellt.

## Merkmale
- mehrere Blogs pro Installation
- Subdomains
- mehrere Benutzer pro Blog
- integriertes Medienmanagement (Podcasting, automatische Vorschaubilder, mehrere Dateien gleichzeitig, Dateibrowser)
- Plug-ins
- Anti-Spam-Funktionen (bayessches Spam-Filter, Kommentar-Moderation, Captcha – inklusive eines barrierefreien reCAPTCHA-Plug-ins, Trackback-Überprüfung)
- XML-RPC
- mobiles Bloggen (Moblog)

## Geschichte
Das LifeType-Projekt begann im Februar 2003, als Oscar Renalias für seine private Webseite ein paar Skripts brauchte. Obwohl er damals das Konzept von Weblogs noch nicht kannte, erinnerten die ersten Resultate des Projekts bereits an dieses Konzept. Einige Wochen später schlug Francesc, ein weiteres Gründungsmitglied, die Entwicklung eines Weblog-Systems mit Unterstützung für mehrere Blogs und mehrere Benutzer als bessere Idee vor. So wurde pLog 0.1 am 2. September 2003 mit praktisch allen Grundfunktionen, welche auch heute noch den Kern ausmachen, veröffentlicht. Dazu gehören unter anderem die Template-Unterstützung mit Smarty, Mehrsprachfähigkeit und Plug-in-Funktionalität.